# DNA (álbum de Little Mix)
DNA é o álbum de estreia do girl group britânico Little Mix. Foi lançado em 19 de novembro de 2012 por meio da gravadora Syco Music. O primeiro single do álbum, "Wings", foi lançado nas rádios em 2 de julho de 2012 e alcançou a primeira posição nas paradas britânica e irlandesa. O segundo single do álbum, "DNA", foi lançado em 1 de outubro de 2012. O grupo começou a trabalhar na gravação do álbum em dezembro de 2011 e o concluiu em setembro de 2012. Durante todo p processo de gravação Little Mix trabalhou com vários produtores, entre eles TMS , Future Cuy, Steve Mac, Jarrad Rogers, Richard Stannard, Ash Howes, Jon Levine, Xenomania, Fred Ball e Pegasus. O álbum foi coescrito por Little Mix e também por membros de outros grupos famosos como Nicola Roberts do Girls Aloud, Shaznay Lewis do All Saints e T-Boz do TLC.
O álbum estreou no top 5 de oito países, ficando em terceiro no chart do Reino Unido e em quarto  na Billboard 200 nos Estados Unidos; fazendo de Little Mix o primeiro girl group desde Danity Kane em 2006, a entrar no top 5 com um álbum debut, e foi o maior peak na história de um álbum porum girl group britânico, desde Spice Girls, com seu álbum debut, Spice (1997).
DNA recebeu críticas mistas de críticos de música. O primeiro single do álbum, "Wings", foi lançado em 26 de agosto de 2012, alcançando o número um no Reino Unido e na Irlanda, então como outros números em outros países, Austrália, Nova Zelândia, Eslováquia, República Checa, Hungria, Bélgica, Canadá e Estados Unidos. O segundo single, "DNA" foi lançado em 11 de novembro de 2012, atingindo o terceiro lugar no Reino Unido. Dois singles álbum foram lançados: "Change Your Life" em 3 de fevereiro de 2013, e um remix de "How Ya Doin'?" apresentando a rapper americana Missy Elliott foi lançado em 17 de abril de 2013; ambas as canções chegaram ao top 20 no Reino Unido.

## Antecedentes
Pouco depois de Little Mix ganhar a oitava temporada do The X Factor, os nomes de Gary Barlow e Richard "Biff" Stannard surgiram em rumores de estarem escrevendo músicas para o primeiro álbum de estúdio do grupo. Em 25 de Janeiro de 2012, o grupo fez uma aparição na premiação, National Television Awards, e cantou a música En Vogue "Don't Let Go (love)"; nos bastidores elas ganharam o prêmio "Best Talent Show award". Durante uma entrevista nos bastidores, o grupo confirmou que elas mesmas estavam escrevendo um material para o seu álbum de estreia, no entanto ainda não recebeu nenhuma entrada de Gary Barlow; e que planeja lançar seu próximo single em março daquele ano, estavam em andamento.
Em 30 de maio de 2012, o grupo anunciou através de uma transmissão ao vivo via Twitcam que seu novo single seria chamado de "Wings", e um curto trecho iria estrear no
Channel 4.
O grupo apresentou o single pela primeira vez no T4 on the Beach, em 1 de julho de 2012. "Wings" recebeu a sua estreia oficial na estação de rádio, BBC Radio 1 em 2 de Julho de 2012. O single estreou em #1 na UK Singles Chart em 2 de Setembro de 2012. Em 17 de setembro, a capa do álbum foi revelada na conta oficial do grupo no Facebook, junto com a confirmação do segundo single, "DNA", que estrearia na rádio em 1 de outubro, e seria lançada oficialmente no dia 12 de novembro, uma semana antes do lançamento do álbum. A tracklisk do álbum foi revelada no dia 28 de setembro de 2012, em um post do site Amazon. Uma versão exclusiva do álbum disponível na HMV vem com um cd gratis do single "DNA".

## Singles
No dia 30 de maio de 2012, Little Mix anunciou seu primeiro single, Wings, por meio de Twitcam. Para a canção, grupo trabalhou com TMS. Wings foi lançada pela syco em 26 de agosto de 2012 no Reino Unido e Irlanda. Depois foi lançada na Austrália e Nova Zelândia, em 5 de outubro de 2012. A canção alcançou o o primeiro lugar dos chart do Reino Unido e Irlanda, terceiro na parada australiana e a posição de número quinze na Nova Zelândia; também entrou nos charts da Hungria, República Checa, Eslováquia, Bélgica, Estados Unidos e Canadá. Na primeira semana de lançamento o single vendeu 107,000 cópias. DNA, foi o segundo single do álbum. A canção foi co-escrita e produzida por TMS. O single foi disponibilizado para download digital no iTunes em 11 de novembro de 2012. A canção possui o mesmo nome que o álbum; durante uma entrevista, Jesy Nelson, integrante do grupo, disse: "a canção mostra um lado differente de Little Mix". Change Your Life foi o terceiro single do DNA, lançado em 3 de fevereiro de 2013. How Ya Doin'?, foi quarto e último single do álbum. O single contém a participação da cantora e rapper Missy Elliott; a premiere do single ocorreu na Capital FM, estação de rádio do Reino Unido, em 27 de março de 2013.

## Lançamento e divulgação
| Críticas profissionais | Críticas profissionais |
| Pontuações agregadas   | Pontuações agregadas   |
| Fonte                  | Avaliação              |
| ---------------------- | ---------------------- |
| Metacritic             | 61/100                 |
| Avaliações da crítica  |                        |
| Fonte                  | Avaliação              |
| All Music              | [ 13 ]                 |
| The Guardian           | [ 14 ]                 |
| Digital Spy            | [ 15 ]                 |
| Time Out London        | [ 16 ]                 |
| BBC Music              | (positive)             |
| Metro                  | 3/5                    |

Little Mix começou a promover seu primeiro álbum de estúdio em 28 de outubro de 2012, em Sydney, Austrália. O grupo se apresentou, ao vivo, no The X Factor do país, cantando Wings, que já tinha sido lançado na Austrália. Na manhã seguinte o grupo se apresentou no programa matutino, Sunrise. Uma pequena turnê promocional durou uma semana onde os destinos eram Sydney e Melbourne. Em fevereiro de 2013, o grupo conduziu uma campanha social chamada "Mixers Magnets", com fans do mundo tudo, fazendo jogos com as meninas; os fans que colocassem os seus países no top 3 do jogo, teriam uma performance do grupo. Os países vencedores foram Italia, França e Estados Unidos. O grupo atuou em abril no lançamento do álbum na Itália e na França. Little Mix apresentou "Wings" pela primeira vez no "T4 on the Beach" em 1 de julho. Performaram a canção também no "Friday Download," 13 de julho, e no segundo episódio da segunda temporada de "Red or Black?", em 25 de agosto. Em 18 de julho, o grupo performou uma versão acústica de "Wings" no "In:Demand". Performaram na G-A-Y Heaven em 18 de agosto, celebrando o aniversário do grupo. Little Mix performou "Wings" e "DNA" no BBC Radio 1's Teen Awards 2012. Em 16 de novembro, no "Children In Need", Little Mix cantou Change Your Life. Little Mix fez uma aparição no "BBC Breakfast para promover o album, 21 de novembro. O grupo cantou uma versão acústica de "DNA" no BBC Radio 1 Live Lounge, e na ITV show, na Loose Women, 23 de novembro de 2012. E em janeiro de 2013 o grupo entrou em turnê com a The DNA Tour que percorreu Reino Unido e Irlanda.

## Faixas
| DNA – Standard edition |                                |                       |         |  |
| N.º                    | Título                         | Producer(s)           | Duração |  |
| 1.                     | "Wings"                        | TMS                   | 3:40    |  |
| 2.                     | "DNA"                          | TMS                   | 3:56    |  |
| 3.                     | "Change Your Life"             | Stannard Powell Howes | 3:22    |  |
| 4.                     | "Always Be Together"           | Dean DAPO             | 4:27    |  |
| 5.                     | "Stereo Soldier"               | TMS                   | 3:22    |  |
| 6.                     | "Pretend It's OK"              | Higgins Xenomania     | 3:45    |  |
| 7.                     | "Turn Your Face"               | Mac                   | 3:41    |  |
| 8.                     | "We Are Who We Are"            | Mac                   | 3:04    |  |
| 9.                     | "How Ya Doin'?"                | Future Cut            | 3:13    |  |
| 10.                    | "Red Planet" (featuring T-Boz) | Levine                | 3:46    |  |
| 11.                    | "Going Nowhere"                | Ball                  | 3:45    |  |
| 12.                    | "Madhouse"                     | Pegasus               | 3:49    |  |
| Duração total:         | Duração total:                 | Duração total:        | 43:50   |  |

| DNA: The Deluxe edition – Disc 1 (CD) |                    |                      |         |  |
| N.º                                   | Título             | Producer(s)          | Duração |  |
| 13.                                   | "Love Drunk"       | Meehan Matt Furmidge | 3:35    |  |
| 14.                                   | "Make You Believe" | TMS                  | 3:41    |  |
| 15.                                   | "Case Closed"      | Future Cut Lamond    | 3:12    |  |
| 16.                                   | "DNA" (Unplugged)  |                      | 4:15    |  |
| Duração total:                        | Duração total:     | Duração total:       | 58:33   |  |

| DNA: The Deluxe edition – Disc 2 (DVD) |                                 |                                |         |  |
| N.º                                    | Título                          | Director(s)                    | Duração |  |
| 1.                                     | "Wings" (Music video)           | Max & Dania                    | 3:39    |  |
| 2.                                     | "Wings" (Acoustic video)        | Dominic O'Riordan Warren Smith | 3:50    |  |
| 3.                                     | "We Are Young" (Acoustic video) | O'Riordan Smith                | 5:13    |  |
| 4.                                     | "Creating Our DNA"              | O'Riordan Smith                | 15:42   |  |

| HMV limited edition bonus CD single |                              |             |         |  |
| N.º                                 | Título                       | Producer(s) | Duração |  |
| 1.                                  | "DNA"                        | TMS         | 3:56    |  |
| 2.                                  | "DNA" (Kat Krazy Radio Edit) | TMS         | 3:57    |  |

| iTunes Store deluxe edition bonus material |                                        |                      |         |  |
| N.º                                        | Título                                 | Director(s)          | Duração |  |
| 13.                                        | "Love Drunk"                           | Meehan Matt Furmidge | 3:35    |  |
| 14.                                        | "Make You Believe"                     | TMS                  | 3:41    |  |
| 15.                                        | "Case Closed"                          | Lamond Future Cut    | 3:12    |  |
| 16.                                        | "DNA" (Unplugged)                      |                      | 4:15    |  |
| 17.                                        | "Wings" (Music video)                  | Max & Dania          | 3:39    |  |
| 18.                                        | "Wings" (Acoustic video)               |                      | 3:40    |  |
| 19.                                        | "We Are Young" (Acoustic video)        |                      | 5:15    |  |
| 20.                                        | "Creating Our DNA" (Documentary video) |                      | 15:42   |  |
| 21.                                        | "Mastermind" (Documentary video)       |                      | 4:51    |  |

| Italian and French special edition bonus tracks |                                                 |                      |         |  |
| N.º                                             | Título                                          | Producer(s)          | Duração |  |
| 13.                                             | "Love Drunk"                                    | Meehan Matt Furmidge | 3:35    |  |
| 14.                                             | "Make You Believe"                              | TMS                  | 3:41    |  |
| 15.                                             | "Case Closed"                                   | Lamond Future Cut    | 3:12    |  |
| 16.                                             | "DNA" (Unplugged)                               |                      | 4:15    |  |
| 17.                                             | "Wings" (Acoustic)                              | TMS                  | 3:39    |  |
| 18.                                             | "Wings" (The Alias Club Mix)                    | Alias                | 6:04    |  |
| 19.                                             | "DNA" (Kat Krazy Club Mix)                      | Kat Krazy            | 6:17    |  |
| 20.                                             | "Change Your Life" (The Bimbo Jones Radio Edit) | Bimbo Jones          | 3:33    |  |

| US deluxe edition |                                           |                       |         |  |
| N.º               | Título                                    | Producer(s)           | Duração |  |
| 1.                | "Wings"                                   | TMS                   | 3:39    |  |
| 2.                | "DNA"                                     | TMS                   | 3:56    |  |
| 3.                | "Change Your Life"                        | Stannard Powell Howes | 3:21    |  |
| 4.                | "Always Be Together"                      | DAPO                  | 4:26    |  |
| 5.                | "Stereo Soldier"                          | TMS                   | 3:22    |  |
| 6.                | "Pretend It's OK"                         | Xenomania             | 3:44    |  |
| 7.                | "Turn Your Face"                          | Steve Mac             | 3:41    |  |
| 8.                | "We Are Who We Are"                       | Steve Mac             | 3:03    |  |
| 9.                | "How Ya Doin'?" (featuring Missy Elliott) | Future Cut            | 3:33    |  |
| 10.               | "Red Planet" (featuring T-Boz)            | Jon Levine            | 3:46    |  |
| 11.               | "Going Nowhere"                           | Fred Ball             | 3:45    |  |
| 12.               | "Madhouse"                                | Pegasus               | 3:49    |  |
| 13.               | "Love Drunk"                              | Meehan Matt Furmidge  | 3:35    |  |
| 14.               | "Make You Believe"                        | TMS                   | 3:41    |  |
| 15.               | "Case Closed"                             | Lamond Future Cut     | 3:12    |  |
| 16.               | "We Are Young" (Acoustic)                 |                       | 5:12    |  |

| Japan special edition bonus tracks |                                                 |                      |         |  |
| N.º                                | Título                                          | Producer(s)          | Duração |  |
| 13.                                | "Love Drunk"                                    | Meehan Matt Furmidge | 3:35    |  |
| 14.                                | "Make You Believe"                              | TMS                  | 3:41    |  |
| 15.                                | "Case Closed"                                   | Lamond Future Cut    | 3:12    |  |
| 16.                                | "DNA" (Unplugged)                               | TMS                  | 4:15    |  |
| 17.                                | "Wings" (Acoustic)                              | TMS                  | 3:39    |  |
| 18.                                | "We Are Young" (Acoustic)                       |                      | 5:12    |  |
| 19.                                | "Wings" (The Alias Club Mix)                    | Alias                | 4:59    |  |
| 20.                                | "Change Your Life" (The Bimbo Jones Radio Edit) | Bimbo Jones          | 2:48    |  |

Notes
- ↑[a]  – vocais adicionais e produtor vocal
- ↑[b]  – produtor vocal

## Créditos e produção
Adaptado de AllMusic.
- Philippe Marc Anquetil – mixagem, engenheiro vocal, produtor vocal
- Dan Aslet – engenheiro vocal
- Daniel Aslet – engenheiro vocal
- Iyiola Babalola –  bateria
- Fred Ball –  teclado, percussão, produtor
- Thomas Barnes –  bateria
- Simon Clarke – arranjador, saxofone automático, saxofone barítono
- Ben Collier – engenheiro vocal
- Miranda Cooper –  programação
- Tom Coyne – masterização
- DAPO – mixagem
- Ester Dean –  produtot, produtor vocal
- Perrie Edwards – vocais
- Ben Epstein – baixo, guitarras, produtor
- Brett Farkas – guitarras
- Luke Fitton –  guitarras, programação
- Future Cut – engenheiro, produtor
- Paul Gendler – guitarras
- Serban Ghenea – mixagem
- Matt Gray – programação
- Michael Hamilton – baixo
- John Hanes – engenheiro
- Wayne Hector – compositor
- Brian Higgins –  produtor, programação
- Ash Howes –  produtor
- Iain James –  arranjo vocal, produtor vocal, backing vocal
- Josh Jenkin – programação
- Peter Kelleher –  teclados, sintetizadores
- The Kick Horns – latões
- Ben Kohn –  guitarra, teclado
- Tyson Kuteyi – engenheiro
- Chris Laws – bateria, mixagem
- Jon Levine –  engenheiro, piano, produtor
- Darren Lewis –  guitarras, instrumentação, teclados
- Dave Liddell – trombone
- Steve Mac –  teclado, piano arranjos, produtor, arranjos de cordas, sintetizadores
- MNEK – programação
- Rocky Morris –  bateria, teclado, programação
- Jesy Nelson – vocais
- Pegasus – produtor
- Leigh-Anne Pinnock – vocais
- Tim Powell –  produtor
- Dann Pursey – engenheiro
- Ryan Quigley – trompete
- Jacob Quistgaard – guitarras
- Carmen Reece – arranjo vocal, backing vocal
- James F. Reynolds – mixagem, produtor vocal
- Daniel Rivera – engenheiro assistente
- Andy Robinson – programação
- Tim Sanders – arranjo, saxofone tenor
- Rufio Sandilands –  bateria, teclado, programação
- Toby Scott – engenheiro, programação
- Phil Seaford – engenheiro assistente
- Slick Rick – artista parceiro
- Richard "Biff" Stannard –  produtor
- Shea Stedford – engenheiro assistente
- T-boz –  vocal
- Phil Tan – mixagem
- Ben Taylor – engenheiro, programação
- Jade Thirlwall – vocais
- TMS – arranjador, produtor
- Dapo Torimiro –  engenheiro, instrumentação, produtor
- Jeremy Wheatley – mixagem
- Darren Wiles – trompete
- Xenomania – produtor

## Paradas
| Chart (2012)                                         | Melhor posição |
| ---------------------------------------------------- | -------------- |
| Austrália (ARIA)                                     | 10             |
| Bélgica (Ultratop - Flanders)                        | 48             |
| Bélgica (Ultratop - Valônia)                         | 87             |
| Brasil (ABPD)                                        | 71             |
| Canadá (Canadian Albums Chart)                       | 4              |
| Dinamarca (Hitlisten)                                | 13             |
| Escócia (Scottish Albums Chart)                      | 5              |
| Espanha (PROMUSICAE)                                 | 17             |
| Estados Unidos (Billboard 200)                       | 4              |
| Estados Unidos (Digital Albums Billboard)            | 2              |
| França (SNEP)                                        | 24             |
| Países Baixos (MegaCharts)                           | 49             |
| Irlanda (IRMA)                                       | 3              |
| Itália (FIMI)                                        | 5              |
| Japão (Oricon)                                       | 20             |
| México (AMPROFON)                                    | 28             |
| Noruega (VG-Lista)                                   | 5              |
| Nova Zelândia (RIANZ)                                | 14             |
| Portugal (AFP)                                       | 30             |
| Reino Unido (UK Albums Chart)                        | 3              |
| Suécia (Sverigetopplistan)                           | 8              |
| Suíça (Schweizer Hitparade)                          | 86             |
| Canadá - Canadian Albums (Billboard)                 | 4              |
| República Checa - Czech Albums                       | 2              |
| Croácia - Croatian International Albums (HDU)        | 21             |
| Finlândia - Finnish Albums (Suomen virallinen lista) | 50             |

## Certificações
| País        | Certificador | Certificações | Vendas  |
| ----------- | ------------ | ------------- | ------- |
| Reino Unido | BPI          | Platina       | 880,000 |
| Irlanda     | IRMA         | Ouro          | 10,000  |
| Austrália   | ARIA         | Ouro          | 40,000  |

## Histórico de lançamento
| País            | Data                | Formato(s)           | Gravadora(s)           |
| --------------- | ------------------- | -------------------- | ---------------------- |
| Irlanda         | 16 de novembro 2012 | CD, digital download | Syco Music             |
| Reino Unido     | 19 de novembro 2012 | CD, digital download | Syco Music             |
| Austrália       | 23 de novembro 2012 | CD, digital download | Sony Music Australia   |
| Nova Zelândia   | 23 de novembro 2012 | CD, digital download | Sony Music Australia   |
| Áustria         | 19 de abril 2013    | CD, digital download | Syco Music             |
| Bélgica         | 19 de abril 2013    | CD, digital download | Syco Music             |
| Alemanha        | 19 de abril 2013    | CD, digital download | Syco Music             |
| Holanda         | 19 de abril 2013    | CD, digital download | Syco Music             |
| Bulgária        | 22 de abril 2013    | CD, digital download | Syco Music             |
| República Checa | 22 de abril 2013    | CD, digital download | Syco Music             |
| França          | 22 de abril 2013    | CD, digital download | Syco Music             |
| Grécia          | 22 de abril 2013    | CD, digital download | Syco Music             |
| China           | 22 de abril 2013    | CD, digital download | Syco Music             |
| Índia           | 22 de abril 2013    | CD, digital download | Syco Music             |
| Indonésia       | 22 de abril 2013    | CD, digital download | Syco Music             |
| Malásia         | 22 de abril 2013    | CD, digital download | Syco Music             |
| Espanha         | 22 de abril 2013    | CD, digital download | Sony Music Spain       |
| Mexico          | 23 abril 2013       | CD, digital download | Syco Music             |
| Itália          | 23 abril 2013       | CD, digital download | Syco Music             |
| Polônia         | 23 abril 2013       | CD, digital download | Sony Music Polska      |
| Filipinas       | 27 de abril 2013    | CD, digital download | Sony Music Philippines |
| Tailândia       | 14 de maio 2013     | CD, digital download | Sony Music Taiwan      |
| Canadá          | 28 de maio 2013     | CD, digital download | Columbia Records       |
| Estados Unidos  | 28 de maio 2013     | CD, digital download | Columbia Records       |
| Japão           | 21 Agosto de 2013   | CD, digital download | Sony Music Japan       |